# 御景峰

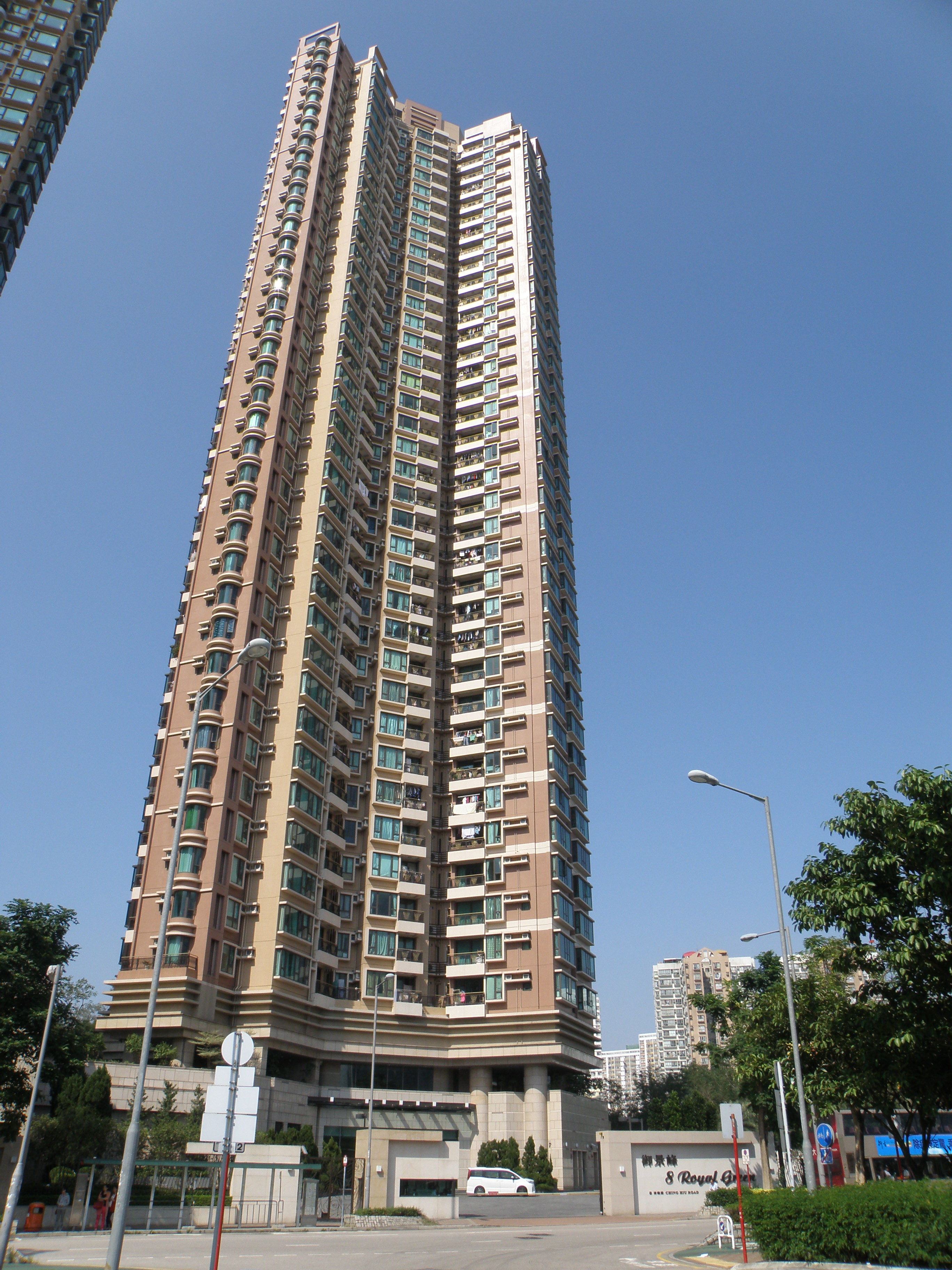
御景峰

御景峰（英語：8 Royal Green）是香港新界北區的一個私人住宅發展項目，位於上水清曉路8號，由恆基兆業發展興建，共有362個住宅單位，樓高42層，目前為區內最高的住宅樓宇，並設有住客會所及停車場，2009年12月21日入伙，現由偉邦物業管理作物業管理。

## 會所
會所設施有：室外游泳池、小型影院、卡拉OK房、宴會廳、BBQ場、健身室、鋼琴室及兒童遊樂場等。

## 鄰近屋苑

### 公共屋邨
- 清河邨
- 太平邨
- 祥龍圍邨

### 私人屋苑
- 御皇庭
- 顯峯
- 威尼斯花園

## 周邊設施

### 醫院
- 北區醫院

### 商場
- 清河商場

### 小學
- 曾梅千禧學校
- 香海正覺蓮社佛教正慧小學

### 中學
- 上水官立中學
- 風中學
- 田家炳中學

### 安老設施
- 明益護老院
- 安貧小姊妹會聖若瑟安老院
- 佛教李莊月明護養院

### 康樂設施
- 保榮路體育館
- 保榮路遊樂場